# Molanna nigra
Molanna nigra är en nattsländeart som först beskrevs av Zetterstedt 1840.  Molanna nigra ingår i släktet Molanna och familjen skivrörsnattsländor. Enligt den finländska rödlistan är arten nära hotad i Finland. Arten är reproducerande i Sverige. Artens livsmiljö är älvar och åar. Inga underarter finns listade i Catalogue of Life.